# هیرو یوکی
هیرو یوکی (انگلیسی: Hiro Yūki; ۱۳ فوریهٔ ۱۹۶۵ – ) صداپیشه، و مجری رادیو اهل ژاپن بود.